# Li Binzhu
Li Binzhu (chinesisch 李濱珠 / 李滨珠, Pinyin Lǐ Bīnzhū; * 8. November 1921 in Yanshi, Henan China; † 12. Juli 2007 in Wien) war eine langjährige Kämpferin im Widerstandskrieg gegen die japanische Aggression. Sie entwickelte ein Schulmodell für Alphabetisierung von Frauen auf dem Land. 1945 heiratete sie den aus Österreich stammenden Arzt Richard Frey, einen antifaschistischen Kämpfer in Yan’an. In der Zeit des Bürgerkrieges und nach der Gründung der Volksrepublik China arbeitete sie als Richterin, später als Prozessleiterin und als Kommissarin in der Volksstaatsanwaltschaft. 1958 mussten sie und ihr Mann aus politischen Gründen ihre Ämter aufgeben. Danach arbeitete sie als Rektorin in einem Gymnasium und wurde Kritikerin der politischen Bewegungen „Anti-Rightist Campaign“ sowie „Großer Sprung nach vorn“. 1959 musste sie unter politischem Druck schließlich ihre Ehe annullieren und ihre drei Kinder alleine großziehen. Nach Überwindung einer schweren Depression arbeitete sie bis zu ihrer Pensionierung 1982 unter anderem als Parteisekretärin in der Bekleidungsindustrie. Sie starb 2007 in Wien.

## Jugendzeit
Li Binzhu wurde im Landkreis Yanshi geboren. Ihr Vater war traditioneller chinesischer Mediziner auf dem Land. Während ihrer Zeit an der Kreismittelschule wurde sie von dem chinesischen Sprachlehrer und Kommunisten Wu Zhipu aktiv politisch beeinflusst und trat 1936 der Organisation „Chinesische nationale Befreiungs-Vorhut“ bei. 1937 nach dem Zwischenfall an der Marco-Polo-Brücke verließ sie die Pädagogische Kunstfachoberschule Provinz Henan und kehrte nach Yanshi zurück, um am Widerstandskrieg gegen Japan teilzunehmen. Zum Aufruf der Befreiungsbewegung organisierte Li Binzhu die Lese- und Frauengruppe, das Nationale Befreiungstheater in Yanshi. Sie trat im Februar 1938 der Kommunistischen Partei Chinas (KPCh) bei. Im Juli desselben Jahres nahm sie Abschied von ihrem Heimatsort, ging nach Yan’an und widmete sich von ganzem Herzen der Sache des Kriegs gegen die japanische Aggression.

## Zeit während des Widerstandskrieges
Bis zum Ende des Widerstandskrieges lebte Li Binzhu acht Jahre in Yan’an. Sie studierte Rechtswissenschaften an der dortigen Universität, arbeitete im Sicherheitsbüro der Shaan-Gan-Ning-Grenzregion und später in der Bildungsabteilung des Kommissionsamts der Guanzhong-Zone.
1943 wurde Li Binzhu von KPCh beauftragt, die so genannte „Winterlernen-Kampagne“ im Zuge der Alphabetisierung, der Bekämpfung von Armut und Rückständigkeit in der Region Londong, einem der Widerstandstützpunkte der KPCh, durchzuführen. Anfangs brachte sie in ihrer Winterschule den Bauern das Lesen bei und vermittelte ihnen dabei auch gesellschaftliche, politische und wissenschaftliche Grundkenntnisse. Schnell stellte Li Binzhu fest, dass aufgrund der Armut und des Bildungsmangels nicht nur die alten Bräuche weiterhin existierten, wie z. B. die Kinderheirat, das Füßebinden, den Aberglauben an den Hexendoktor (Schamanismus), Ignoranz gegenüber dem Gesellschaftsleben und dem Frauenwahlrecht. In der Region gab es noch eine sehr hohe Anzahl an Frauenkrankheiten und eine hohe Säuglingssterblichkeit. So litten in diesem Dorf 43 von 54 Frauen an gynäkologischen Erkrankungen, und unter 194 Neugeborenen wurden 106 Todesfälle verzeichnet.
Entsprechend den von ihr analysierten örtlichen Bedingungen arbeitete Li Binzhu an einer neuen Durchführungsstrategie. Sie änderte den Lehrplan der Winterschule und konzentrierte sich auf Hygienebelehrung und Geburtshilfe als Hauptunterrichtsinhalt, das Lernen der chinesischen Schrift sowie anderes Wissen als Begleitunterricht für weibliche Teilnehmer. Dies fand so großen Anklang in der Bevölkerung, dass sich innerhalb einer Woche die Teilnehmeranzahl verdreifachte. Viele Frauen nahmen jetzt mit Begeisterung am Unterricht teil. Weil die Schule sehr positive Ergebnisse erzielte und in dieser Region polarisierte, wurde das Schulmodell schnell in der ganzen Region gefördert und umgesetzt.
Die Arbeit von Li Binzhu wurde vom Zentralkomitee der KPCh hochgeschätzt. Xu Teli, Mao Zedongs Lehrer, Präsident der Yan’an-Akademie für Naturwissenschaften, sagte über ihre Winterschule: „Diese Schule vermittelte den Menschen das praktische Wissen des Lebens. Sobald das Problem von Dystokie (schwere Geburt, Risikogeburt) bei den der Frauen gelöst ist, wird das in der bisherigen Geschichte übliche Denken korrigiert, Literalität (Bildung) von Frauen sei nutzlos“. Lin Boqu, Regierungspräsident der Grenzregion, verlieh ihr einen Ehrentitel. Das Modell der Winterschule von Li Binzhu wurde in der „Chinesischen Bildungsgeschichte“ und in der „modernen chinesischen Geschichte“ beschrieben.

## In der Zeit des Bürgerkriegs
Am 15. Juli 1945 heiratete Li Binzhu Richard Frey, der zu dieser Zeit als Forscher und Dozent an der China Medical University in Yan’an arbeitete. Nach dem Sieg im Widerstandkrieg marschierten Richard Frey und Li Binzhu, die in der Zeit bereits schwanger war, gemeinsam mit der Armee in die Befreiung-Zone der Stadt Zhangjiakou ein. Im Jahr 1946 arbeitete Li Binzhu als Richterin am Volksgericht der Stadt Zhangjiakou, kümmerte sich nebenbei um ihr im Krieg geborenes Kind und unterstützte ihren Mann bei der Herstellung von Penizillin, mit der er bereits in Yan’an begonnen hatte. Nach dem Ausbruch des Bürgerkriegs, geriet die Stadt Zhangjiakou in die Hand von Kuomintang. Im September 1946 zogen sie in die KPCh Basis Jin-Cha-Ji Kreis Tang. Danach arbeitete Li Binzhu als Parteisekretärin der studentischen Organisation an der Medizinischen Universität Nordchinas, und zusätzlich beteiligte sie sich an der örtlichen Landreform im Kreis Tang.

## Nach der Gründung der Volksrepublik China
Im März 1950 wurde Li Binzhu von der Chinesischen Universität für Politikwissenschaft und Recht in Peking an den Obersten Volksgerichtshof der Volksrepublik China überstellt und wurde kurz darauf wieder in die Stadt Chongqing versetzt, welche gerade durch die Kommunisten erobert wurde. Sie war für die Vorbereitung der Gründung einer Südwestfiliale des Obersten Volksgerichts der Zentralvolksregierung verantwortlich und war nach der Gründung als Prozessleiterin tätig.
1954 arbeitete sie als Kommissarin in der Südwestfiliale der Obersten Volksstaatsanwaltschaft Chinas in Chongqing. Aufgrund des extremlinken Kurses innerhalb der Partei gegen Beamte mit ausländischer Herkunft, musste das Ehepaar Li Binzhu und Richard Frey im Jahr 1958 ihren Posten bei den Regierungsbehörden nacheinander abgeben. Li Binzhu verließ die Südwestfiliale der Obersten Volksstaatsanwaltschaft und bekam einen neuen Arbeitsplatz als Rektorin des Chongqing Gymnasiums Nr. 29 zugewiesen.
Während sie ihr Amt als Schuldirektorin antrat, breitete sich die politische Bewegung „Anti-Rightist-Campaign“ auch in ihrer Schule aus. Ihren Menschenkenntnissen folgend, wies sie dem ehemaligen Schulleiter, Parteisekretär und Lehrern, welche aufgrund ihrer anderen Denkweise als Problempersonen in der Bewegung galten und ihre Arbeit dadurch verloren hatten, entsprechende Arbeiten zu. Die nachfolgende Bewegung „Großer Sprung nach vorn“ hatte ebenfalls Auswirkungen auf das Gymnasium Nr. 29. In der Schule wurde eine Kampagne zur Erhöhung der Stahlproduktion des Landes durchgeführt. Lehrer und Schüler bauten auf dem Schulhof einfache „Hinterhof-Hochöfen“ aus Ziegelsteinen. Jeder brachte von zu Hause Metallwaren in die Schule mit, warf sie ohne Fachkenntnis in die Hochöfen ein, wo der unbrauchbare Schrott eingeschmolzen wurde, um daraus „Stahl“ zu gewinnen. Li Binzhu kritisierte die absurde Aktion und stellte diese sowohl unwissenschaftliche als auch unwirtschaftliche Stahlproduktion in Frage. Für ihr Verhalten in den zwei politischen Bewegungen bezahlte Li Binzhu einen hohen Preis. Sie wurde von der Partei strengstens verwarnt und nach nur einem Jahr als Gymnasiumdirektorin auf die Arbeit in einer städtischen Volkskommune versetzt.
Die Folgen des „Großen Sprungs nach vorn“ waren eine der Hauptursachen für die anschließende Jahrhundertkatastrophe, die Große Chinesische Hungersnot in China. Eine der besonders betroffenen Provinzen war Henan. In der Zeit verhungerten dort ca. drei Millionen Menschen, unter anderen auch die Eltern von Li Binzhu. Sie hatte mit 16 Jahren ihre Heimat und ihre Eltern verlassen und litt nun darunter, dass sie ihnen auf Grund ihrer eigenen schwierigen Lebensphase nicht die letzte Ehre erweisen konnte.
Nach wiederholten politischen Unglücken und dem Tod der Eltern erlebte Li Binzhu im Jahr 1959 unter dem hohen Druck der politischen „Links“-Route noch das eigene Familienunglück. Ihr Mann stand aufgrund seiner ausländischen Herkunft als potentieller Spion unter Generalverdacht. Die Partei forderte Li Binzhu auf, sich von ihm politisch eindeutig abzugrenzen. Um ihre drei minderjährigen Kinder zu schützen, entschieden sie sich, ihre Ehe vorübergehend zu annullieren. Diese aufeinanderfolgenden Schicksalsschläge lösten bei Li Binzhu eine lebenslange schwere Depression aus. Sie wurde deshalb später in einem speziellen Krankenhaus für längere Zeit behandelt.
1962 versetzte Zhou Enlai Richard Frey, der inzwischen in Chongqing wiederverheiratet war, an die „Chinesische Akademie für die Medizinischen Wissenschaften“ in Peking. Li Binzhu blieb in Chongqing und arbeitete dank ihres unbeugsamen Willens nach jahrelanger Behandlung ihrer Depression wieder, u. a. als Parteisekretärin in der städtischen Bekleidungsindustrie Chongqings. Ihre drei gemeinsamen Kinder zog sie allein groß. Während der Kulturrevolution hatte sie erneut unter dem Spionagevorwurf ihres geschiedenen Mannes zu leiden, konnte aber durch ihren menschennahen Führungsstil auch diese politische Bewegung überleben. 1982 ging sie als Leiterin der Disziplin-Inspektionsableitung des Amts für Leichtindustrie der Stadt Chengdu in Ruhestand.

## In den späteren Lebensjahren
Anfang der 1990er Jahre besuchte Li Binzhu, die nie wieder geheiratet hatte und inzwischen allein lebte, ihre Kinder in Wien, der Heimatstadt von Richard Frey. Im Jahr 1994 erlitt sie dort einen schweren Schlaganfall, der eine Lähmung zur Folge hatte. Ihr restliches Leben verbrachte sie im Krankenhaus Hietzing und im Kaiser-Franz-Josef-Spital. Während ihrer Behandlungszeit und ihres Aufenthaltes im Krankenhaus bekam sie stets die Aufmerksamkeit und Hilfe der Regierung beider Länder. Zum Geburtstag schrieb ihr der Bürgermeister von Wien einen Sympathiebrief. 2005 anlässlich des Gedenkens an den 60. Jahrestag des Sieges im Widerstandskrieg besuchte der chinesische Botschafter in Österreich sie im Krankenhaus. Sie erhielt die Widerstandskrieg-Goldmedaille.
Li Binzhu starb am 12. Juli 2007 in Wien. Die Traueransprache der chinesischen Botschaft in Wien lautete wie folgt: „Genossin Li Bin Zhu war eine Kriegsveteranin, die wichtige Beiträge zum Widerstandkrieg gegen die japanische Aggression geleistet hat. Sie durchlebte sowohl in Kriegszeit, wie in Friedenszeit als auch in schwieriger Zeit des Landes das Hoch und Tief, Erfolg und Drangsal. Ihre Loyalität, Selbstlosigkeit und ihren Kampfgeist werden wir nie vergessen, das chinesische Volk wird sich immer an sie erinnern.“
Am 23. Juli 2007 wurde die Asche von Li Binzhu auf dem Wiener Zentralfriedhof beigesetzt, und auch an diesem Tag, auf der anderen Hälfte der Erde in China, im Landkreis Tang, wurde die Asche von Richard Frey auf dem „Jin Cha Ji Märtyrer Friedhof“, an der ehemaligen Kriegsfront, ebenfalls beigesetzt.